# Portes (Grecia)
Portes  este un oraș în Grecia în prefectura Ahaia.